# TV PMR
Primul telecanal transnistrean, în limba rusă Первый Приднестровский телеканал (Pervîi Pridnestrovski Telekanal), este postul principal de televiziune din partea transnistreană a Republicii Moldova, înființat în 1992. Acesta transmite programe atât în limba rusă, cât și în limba moldovenească (română) și în limba ucraineană.